# Reator de circulação interna
O reactor de circulação interna (reator IC) é uma forma de digestor anaeróbio,usado especialmente no tratamento de águas residuais, sendo uma evolução do UASB e dos sistemas de digestão EGSB. O digestor produz biogás normalmente com uma alta concentração de metano (% C80), sendo, em essência, utilizado para melhorar as taxas de digestão e produção gás.